# Suður á FjaIli
Suður á FjaIli è una montagna alta 305 metri sul mare situata sull'isola di Vágar, nell'arcipelago delle Isole Fær Øer, in Danimarca.